# La Parra (Ávila)
La Parra es una localidad española, pedanía del municipio de Arenas de San Pedro, perteneciente a la provincia de Ávila, en la comunidad autónoma de Castilla y León. En el año 2011 tenía una población de 362 habitantes.

## Historia
La Parra —una aldea del señorío de Arenas que nunca gozó de privilegio de villazgo— se convirtió en municipio a raíz de la reorganización administrativa y territorial de 1833.
A mediados del siglo XIX, el lugar tenía contabilizada una población de 297 habitantes. La localidad aparece descrita en el decimosegundo volumen del Diccionario geográfico-estadístico-histórico de España y sus posesiones de Ultramar de Pascual Madoz de la siguiente manera:

PARRA (la): l. con ayunt. de la prov. y dióc. de Avila (14 leg.), part. jud. de Arenas de San Pedro (1/2), aud. terr. de Madrid (19), c. g. de Castilla la Vieja (Valladolid 27). sit. en terreno llano entre los riach. Casillas y Arrovo Castaño; y en el camino que desde Arenas de San Pedro dirige á Mombeltran; lo combaten todos los vientos, y su clima es frio, padeciéndose por lo comun tercianas y cuartanas: tiene 100 casas inclusa la del ayunt. cárcel, escuela de primeras letras, y una igl. parr. Ntra. Sra. de la Asuncion, aneja de la de Arenas de San Pedro, cuyo párroco, nombra un teniente cura para su servicio: en los afueras y á la parte N. se encuentra el cementerio, que no perjudica la salud pública. Confina el térm. N. el Arenal; E. Arroyo Castaño y Mombeltran; S. Ramacastaña, y O. Arenas de San Pedro: se estiende 3/4 leg. de N. á S. y 1/4 de E. á O., y comprende algunos olivares, castañales y huertos: pasan por él los citados r. Casillas y Arroyo Castaños de cuyas aguas se utilizan los vecinos para sus usos. El terreno es de mediana calidad; caminos de herradura que dirigen á los pueblos limítrofes y el ya citado que de la cab. del part. va á Mombeltran: el correo se recibe en Arenas de San Pedro. prod.: trigo, cebada, centeno, aceite, patatas, otras legumbres y castañas; mantiene ganado lanar, vacuno y cabrio; cria alguna raza menor. ind.: un molino harinero, otro de aceite, ganaderia y algunos tejedores de lienzo. pobl.: 80 vec., 297 alm. cap. prod..: 61,750 rs. imp.: 2,470. contr.: 4,479 8. ind..: 3,000.
(Madoz, 1849, p. 703)

Hasta la reforma de la nomenclatura municipal de 1916 el municipio se llamaba simplemente La Parra. En dicha fecha su nombre fue modificado por el de La Parra de Arenas. El municipio desapareció en 1934 al ser finalmente absorbido por el de Arenas de San Pedro.

## Demografía
| Gráfica de evolución demográfica de Parra entre 1842 y 1930 |
| |
| Población de derecho según los censos de población del INE. Población de hecho según los censos de población del INE.En estos censos se denominaba La Parra: 1857, 1860, 1877, 1887, 1897, 1900 y 1910. En estos censos se denominaba La Parra de Arenas: 1920 y 1930. Entre el censo de 1940 y el anterior, este municipio desaparece porque se integra en el municipio Arenas de San Pedro. |

| Gráfica de evolución demográfica de La Parra entre 2000 y 2011                |
|                                                                               |
| Población (2000-2011) según el nomenclátor de unidades poblacionales del INE. |

## Patrimonio

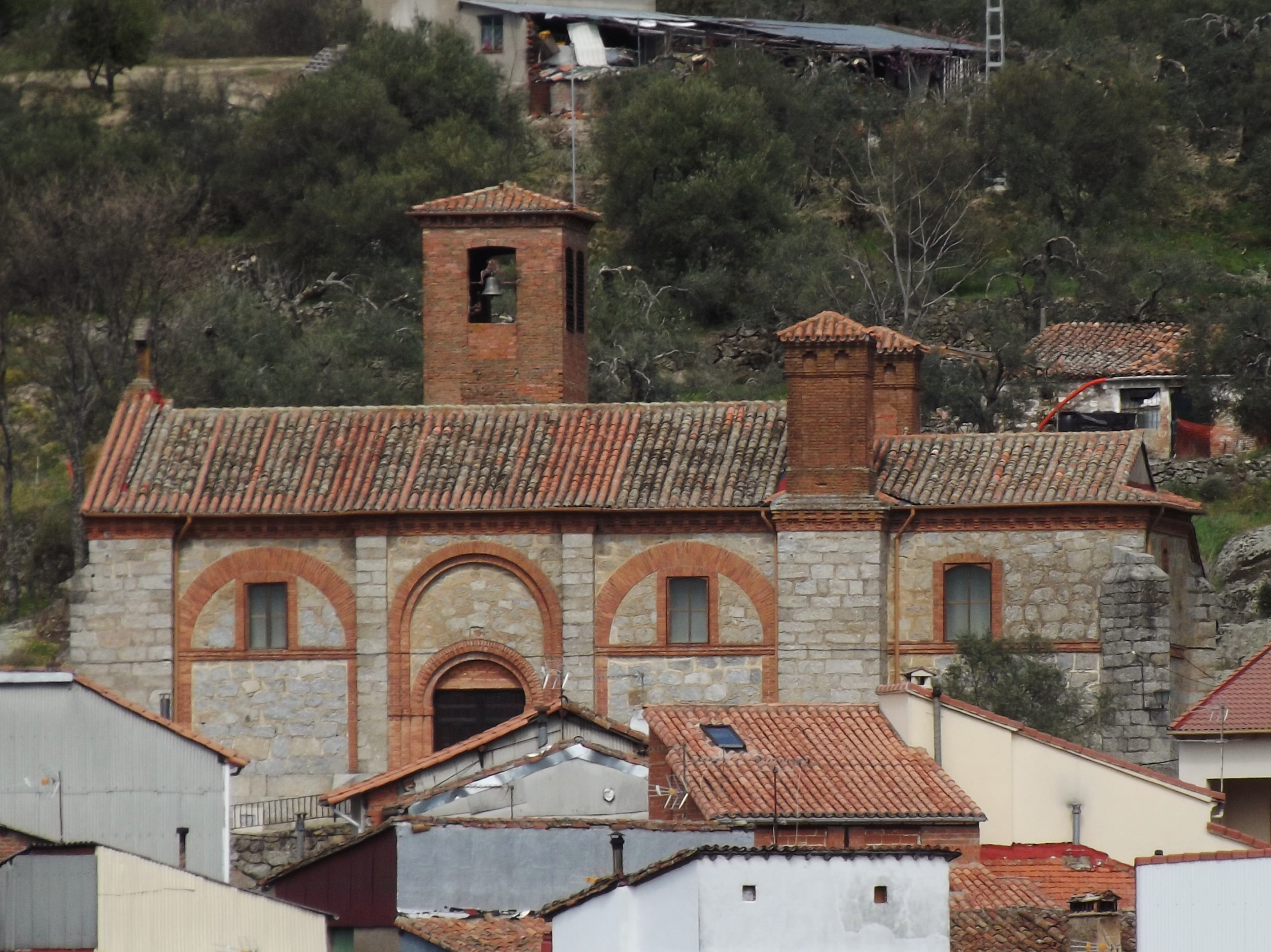
Vista de la iglesia parroquial de San Pedro ad Vincula

La iglesia parroquial de la localidad fue erigida en 1898 en estilo neorrománico. Está situada en altura, apoyada en una roca y construida en ladrillo y granito. Es reminiscente de obras mudéjares y está dedicada a San Pedro ad Vincula («encadenado»).